# Lomentaria orcadensis
Espèce
Lomentaria orcadensis est une espèce d’algues rouges de la famille des Lomentariaceae.